# محمية طبيعية

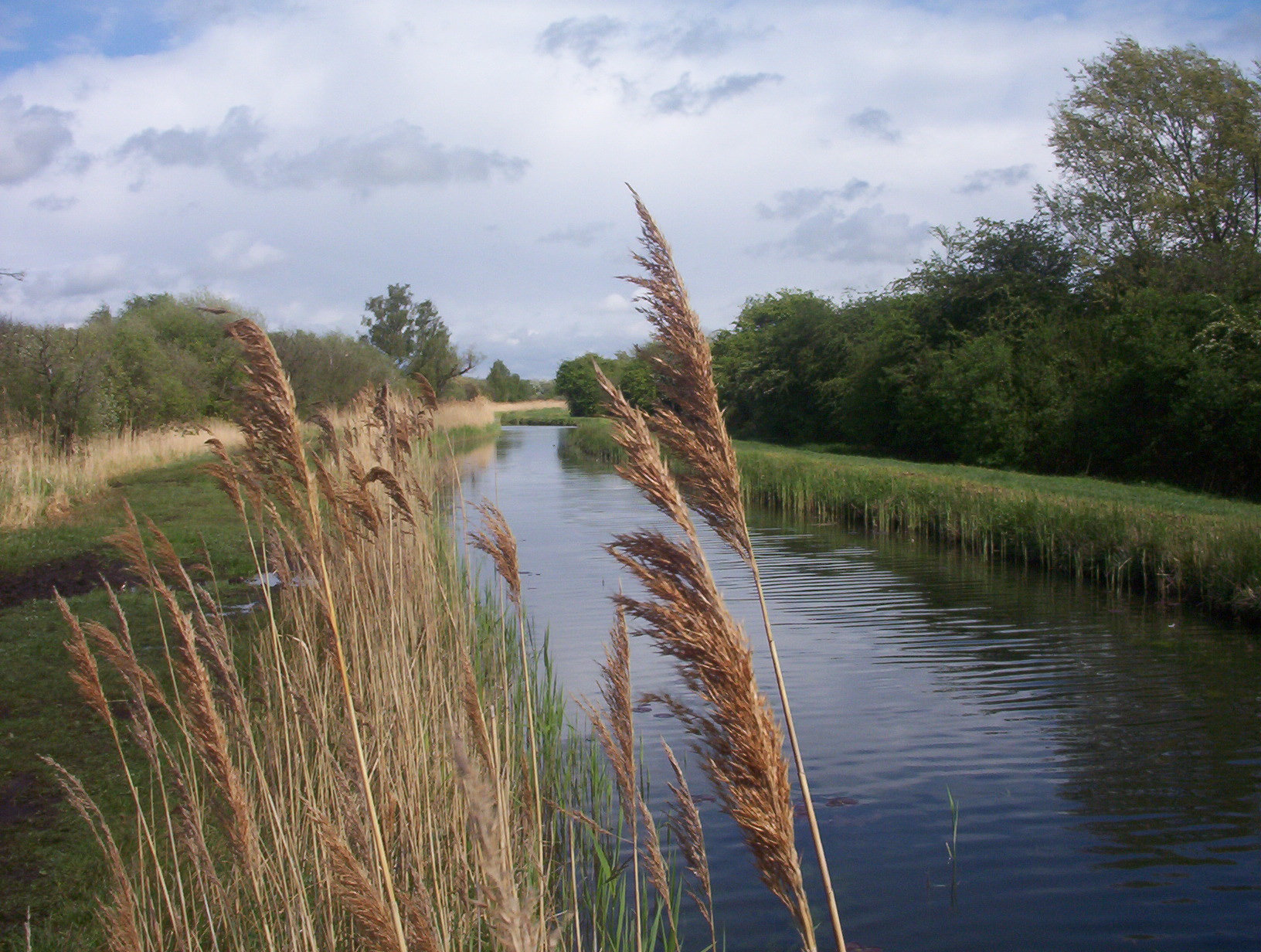
إحدى محميات انكلترا

المحمية الطبيعية أو المنطقة المحمية هي منطقة جغرافية محددة المساحة تُخصص للمحافظة على الموارد البيئية المتجددة وتطبيق النظم الجيدة لاستغلالها، ويُشرف عليها من قبل هيئة معينة، تتميز هذه المناطق بأنها قد تحتوي على نباتات أو حيوانات مهددة بالانقراض مما يستلزم حمايتها من التعديات الإنسانية والتلوث بشتى الصور. وقد تحتوي تلك المنطقة على حفريات من عصور جيولوجية سابقة مثل وادي الحيتان بالفيوم والغابة المتحجرة بالعباسية في القاهرة. ويمكن أيضا أن تعرف المحمية الطبيعية باسم محمية الحياة البرية أو محمية المحيط الحيوي (المحمية الحيوية) أو منطقه الحفاظ على الطبيعة. وهي منطقة محمية ذات أهميه بالنسبة للنباتات أو الكائنات الحيوانية أو السمات الجيولوجية أو غيرها من المصالح الخاصة التي يتم حجزها وإدارتها لأغراض الحفظ وتوفير فرص خاصة للدراسة أو البحث. ويمكن أن تحدد المؤسسات الحكومية المحميات الطبيعية في بعض البلدان، أو من قبل أصحاب الأراضي الخاصة، مثل الجمعيات الخيرية، ومؤسسات البحوث. وتنقسم المحميات الطبيعية إلى فئات مختلفه من الاتحاد تبعًا لمستوى الحماية الذي توفره القوانين المحلية. عادة ما تكون محمية أكثر صرامة من حديقة الطبيعة. ويجوز لمختلف الولايات القضائية استخدام مصطلحات أخرى، مثل مجال الحماية الايكولوجية أو المناطق المحمية الخاصة في التشريعات وفي الأسماء الرسمية للمحميات.

## تاريخ المحمية الطبيعية
تعود الممارسات الثقافية التي تعادل تقريبًا إنشاء المناطق المحجوزة للحيوانات وصيانتها إلى العصور القديمة،  كالملك تيسة سيلان أنشأ واحدة من أقدم محميات الحياة البرية في القرن الثالث قبل الميلاد. كثيرًا ما كان للحجز المبكر أساس ديني، مثل مناطق «الغابات الشريرة» في غرب أفريقيا التي كانت ممنوعة على البشر، الذين كانوا مهددين بالهجوم الروحي إذا ذهبوا إلى هناك. ففي الثقافات القديمة كان يعد دخول الإنسان للصيد في هذه المناطق التي كانت تعد مقدسة من المحرمات. تم تأسيس أول محمية طبيعية حديثة في العالم في عام 1821 من قبل عالم الطبيعة والمستكشف تشارلز واترتون حول ممتلكاته في قصروالتون هول، غرب مقاطعة يوركشاير البريطانية  أنفق 9000 جنيه إسترليني على بناء جدار طويل طوله 3 أميال وارتفاعه 9 أقدام ليحاصر حديقته من الصيادين حاول تشجيع حياة الطيور فيها عن طريق زرع الأشجار لمساعدتها في بناء أعشاشها وقام ببناء بيوت اصطناعية للطيور.

## محميات طبيعية حول العالم

### الولايات المتحدة الأمريكية
وفي الولايات المتحدة، تطبق دائرة الأسماك والحياة البرية الأمريكية مصطلح «الملجأ» علي مختلف فئات المناطق التي يديرها وزير الداخلية لحفظ الأسماك والحياة البرية. ويشمل نظام الملجأ المناطق التي تدار لحماية وحفظ الأسماك والحياة البرية المهددة بالانقراض، فضلاً عن نطاقات الحياة البرية، ومناطق إدارة الحياة البرية، ومناطق إنتاج الطيور المائية.
تعتبر محمية بحيرة ميريت للحياة البرية في بحيرة ميريت أول ملجأ للحياة البرية في أمريكا الشمالية وتم تأسيسها من قبل صامويل ميريت وسُنت في قانون ولاية كاليفورنيا في 1870 كأول ملجأ للحكومة. ويعد ملجأ جزيرة البجع الوطني للحياة البرية أول ملجأ مملوك اتحاديًا في الولايات المتحدة وقد أسسه تيودور روزفلت في 1903 كجزء من حملته الخاصة بالصفقة المربعة لتحسين البلاد. وفي ذلك الوقت لم يكن تخصيص الأراضي للحياة البرية حقًا دستوريًا للرئيس. وفي الآونة الأخيرة أنشأت مجموعة حزبية من أعضاء مجلس النواب الأمريكي التجمع البرلماني للمأوى البري لتعزيز احتياجات النظام الوطني للحياة البرية في الكونغرس الأمريكي.
وفي الولايات المتحدة، تتولي دائرة الأسماك والحياة البرية الأمريكية مسؤولية إدارة العديد من المحميات الطبيعية، بما في ذلك الملاجئ الوطنية للأحياء البرية وتتولى حكومات الولايات والحكومات المحلية إدارة محميات أخرى وتنتمي بعض المحميات إلى صناديق استئمانية خاصه تمول عن طريق الهبات الشخصية. ويوجد حاليًا في الولايات المتحدة الأمريكية 2205 محمية. وتوجد المحميات الطبيعية الخاصة بأراضٍ مستبعدة من الائتمانات الخاصة بالأراضي ويُحتفظ بها على حساب المالك وحده. وقد تبرع الدكتور ريتشارد لويس ميلر بـ 1800 فدان (7.3 كم2) من الأراضي بهذه الطريقة وهو مثال على هذا النوع من المحمية الطبيعية الخاصة.

### جنوب افريقيا
تشتهر جنوب افريقيا باحتياطياتها الكثيرة. وتعتبر محمية غرونكلوف الطبيعية التي أنشئت في عام 1892 بالعاصمة بريتوريا في جمهورية جنوب افريقيا القديمة وجمهورية جنوب افريقيا الحالية أقدم محمية طبيعية في البلاد وأقدم منطقه حفظ في العالم. يوجد في جنوب افريقيا العديد من الحدائق الوطنية ولكن الأكثر شهرة هو متنزه كروجر الوطني، الذي كان أعلن عنه في عام 1898 وهي أكبر حديقة وطنية تغطي ما يقارب من 2,000,000 هكتار (20,000 كم2). وتعتبر حديقة كروغر وحديقة جبل الطاولة الوطنية هما من المعالم السياحية الأكثر زيارة في جنوب افريقيا. ولدى جنوب افريقيا أيضًا عدد من مواقع التراث العالمي ومحميات الصيد الاقليميه بما في ذلك شاماري، لوندولوزي، سانبونا، لاليبيلا. ويوجد في جنوب افريقيا حاليًا 20 منتزهًا وطنيًا تغطي 3,700,000 هكتارًا (37,000 كيلومترا مربعا)، أي حوالي 3 في المائة من المساحة الإجمالية لجنوب افريقيا.

أستراليا
في أستراليا، تُطلق تسمية محمية طبيعية على أحد أنواع المناطق المحمية، وتُستخدم في الهيئات القضائية في كل من إقليم العاصمة الأسترالية، ونيوساوث ويلز، وتاسمانيا، وأستراليا الغربية. إن مصطلح «محمية طبيعية» مُعرف في التشريعات ذات الصلة المستخدمة في كل من هذه الولايات والأقاليم بدلًا عن تعريفه في تشريع وطني واحد. بدءًا من عام 2016، استخدمت 1,767 منطقة محمية من أصل 11,044 منطقة مسجلة في نظام الوطني الأسترالي لحماية الطبيعة مصطلحَ «محمية طبيعية» في تسمياتها.

### البرازيل
في البرازيل، يصنف النظام الوطني لوحدات حفظ البيئة المحمياتِ الطبيعيةَ تحت بند مواقع بيئية أو محميات بيولوجية. أهدافها الرئيسية هي حفظ الحيوانات والنباتات والخصائص الطبيعية الأخرى للمنطقة، دون أي تدخل بشري مباشر. يُسمح بالزيارات لحاملي الأذونات فقط، ولغايات علمية أو تعليمية حصرًا. يُسمح بإجراء تغييرات على الأنظمة البيئية لكلا نوعي المحميات من أجل استعادة التوازن الطبيعي، والتنوع البيولوجي، والعمليات البيئية الطبيعية، والحفاظ عليها. يُسمح للمواقع البيئية بتغيير البيئة أيضًا ضمن حدود موضوعة بصرامة (مثلًا، يُسمح لها بالتأثير على ما لا يزيد عن ثلاثة في المئة من المنطقة أو 1,500 هكتار (3,700 فدان)، أيهما أقل) لأغراض البحث العلمي. محميات الحياة البرية محمية أيضًا في البرازيل، ويُمنع الصيد فيها، لكن قد تُباع منتجات البحث الأولية والثانوية.
يهدف ملجأ الحياة البرية في البرازيل إلى حماية حيوانات المنطقة الطبيعية ونباتاتها، إذ أنه يضمن الظروف المناسبة لحياة أنواع أو مجتمعات من النباتات المحلية والحيوانات المقيمة أو المهاجرة وتكاثرها. يمكن أن يتألف من مناطق خاصة، ما دامت ملائمة أهداف الوحدة مع استثمار ملاك الأراضي الموارد الطبيعية لأراضيهم ممكنةً. تخضع الزيارات العامة لشروط وقيود تفرضها خطة إدارة الوحدة، ولتنظيمات تضعها الهيئة المسؤولة عن إدارة هذه الوحدة، ويعتمد البحث العلمي على موافقة مسبقة من الهيئة ذاتها، ويخضع للشروط والقيود التي تفرضها.

### كندا
في كندا، اعترفت منظمة اليونسكو بـ18 محمية طبيعية، معظمها على طول منحدر نياغارا ونهر القديس لورنس في أونتاريو.
على الصعيد الاتحادي، تعترف كندا بـ55 منطقة حياة برية على امتداد البلاد تضم أنواعًا ذات أهمية بيئية. تُعرف الوزارة المعنية بالأمر باسم وزارة البيئة والتغير المناخي في كندا، وتحمي هذه المناطق بموجب قانون يُعرف بمرسوم الحياة البرية في كندا. تشمل هذه المناطق مليون هكتار من المساكن الطبيعية تقريبًا، نصفها مساكن ساحلية، وكلها قائمة لأغراض الحفظ والبحث.
تساهم العديد من مجموعات الحفظ في حماية المحميات الطبيعية في كندا أيضًا، من بينها منظمة حفظ الطبيعة الكندية، ودكس أنليميتد، ومنظمة حفظ محيط المنحدر الحيوي. تعمل هذه المجموعات الخيرية لحماية البرية على الأراضي الخاصة، عبر برنامج عطايا البيئة الكندية.

### مصر
هناك 30 محمية طبيعية في مصر تغطي 12% من الأراضي المصرية. بُنيت هذه المحميات وفقًا للقانونَين رقم 1983/102 ورقم 1994/4 لحماية المحميات الطبيعية المصرية. أعلنت مصر خطة تنطوي على بناء 40 محمية بين عامي 1997 و2017، للمساعدة في حماية الموارد الطبيعية وثقافة هذه المناطق وتاريخها. أكبر محمية طبيعية في مصر هي جبل علبة (35,600 كيلومتر مربع (13,700 ميل مربع)) في الجنوب الشرقى، على ساحل البحر الأحمر.

### الحرم المكي والمدني
يُعدّ الحرم المكي في مدينة مكة والحرم المدني في المدينة المنورة محميّتان طبيعيّتان، لا يجوز فيهما الصيد ولا اقتلاع النبات الحيّ.

## بعض أنواع المحميات
- محمية نموذجية[17]
- محمية حيوية[18]
- حديقة إقليمية

## مواضيع متعلقة
- محميات طبيعية في لبنان
- محميات طبيعية في مصر
- محميات طبيعية في عُمَان
- محميات طبيعية في الكُوَيت
- محميات طبيعية في سوريا
- محميات طبيعية في الأردن
- متنزهات وطنية في المغرب
- متنزهات وطنية في الجزائر
- الحياة البرية في الجزائر
- الحياة البرية في الشام
- الهيئة السعودية للحياة الفطرية
- حيوانات فلسطين

## وصلات خارجية ذات علاقة
- موقع المحمية الوطنية للحياة الطبيعية في منطقة القطب الشمالي.
- الهيئة الوطنية لحماية الحياة الفطرية وإنمائها في المملكة العربية السعودية، وفيها خريطة توضح أماكن المحميات داخل الجزيرة العربية.